# STM-1
Mòdul de Transport Síncron (Synchronous Transport Module). Unitat de transmissió bàsica de la jerarquia digital síncrona (SDH), corresponent al primer nivell bàsic.
És una trama de 2430 bytes, distribuïts en 9 files i 270 columnes. Les primeres nou columnes contenen únicament la informació de gestió i es distribueixen en tres camps:
- Tara de secció de regeneració (RSOH), files 1-3 [27 bytes]
- Punter de la unitat administrativa, fila 4 [9 bytes]
- Tara de secció de multiplexació (MSOH), files 5-9 [36 bytes]

Les columnes restants (10-270) contenen càrrega útil. Normalment, es tracta d'un contenidor virtual de nivell 4 (VC-4) o de tres contenidors virtuals de nivell 3 (VC-3). Tot i així, a Europa només s'utilitzen els VC-4.
Un contenidor virtual VC-4 i el punter de la unitat administrativa conformen una unitat administrativa de nivell 4 (AU-4). Per tant, es genera una trama STM-1 afegint a una AU-4 les tares RSOH i MSOH que li corresponguin.
La duració d'una trama STM-1 és de 125 μs i es transmeten a 155.520 Kbps mitjançant interfícies elèctriques o òptiques.